# Campeonato Mundial de Atletismo de 2022 - Revezamento 4x400 m misto
A competição dos 4 x 400 metros estafetas misto no Campeonato Mundial de Atletismo de 2022 foi realizada no estádio Hayward Field, em Eugene, nos Estados Unidos, no dia 15 de julho de 2022.

## Recordes
Antes da competição, os recordes eram os seguintes:
| Recorde mundial                               | Wilbert London, Allyson Felix · Courtney Okolo, Michael Cherry (USA)                | 3:09.34 | Doha, Catar              | 29 de setembro de 2019 |
| Recorde do campeonato                         | Wilbert London, Allyson Felix · Courtney Okolo, Michael Cherry (USA)                | 3:09.34 | Doha, Catar              | 29 de setembro de 2019 |
| Melhor marca do ano                           | Nigéria                                                                             | 3:15.58 | Cidade do Benim, Nigéria | 26 de junho de 2021    |
| Recorde da África                             | Ifeanyi Ojeli, Imaobong Uko · Samson Nathaniel, Patience Okon George (NGA)          | 3:13.60 | Tóquio, Japão            | 30 de julho de 2021    |
| Recorde da Ásia                               | Musa Isah, Aminat Jamal · Salwa Eid Naser, Abbas Abubakar Abbas (BHR)               | 3:11.82 | Doha, Catar              | 29 de setembro de 2019 |
| Recorde da América do Norte, Central e Caribe | Wilbert London, Allyson Felix · Courtney Okolo, Michael Cherry (USA)                | 3:09.34 | Doha, Catar              | 29 de setembro de 2019 |
| Recorde da América do Sul                     | Pedro Burmann, Tiffani Marinho · Tábata de Carvalho, Anderson Henriques (BRA)       | 3:15.89 | Tóquio, Japão            | 30 de julho de 2021    |
| Recorde da Europa                             | Karol Zalewski, Natalia Kaczmarek · Justyna Święty-Ersetic, Kajetan Duszyński (POL) | 3:09.87 | Tóquio, Japão            | 31 de julho de 2021    |
| Recorde da Oceania                            | Bendere Oboya, Anneliese Rubie-Renshaw · Tyler Gunn, Alex Beck (AUS)                | 3:17.00 | Gold Coast, Austrália    | 12 de junho de 2021    |

Os seguintes recordes mundiais ou olímpicos foram estabelecidos durante esta competição:
| Data        | Evento        | Atletas                                                                         | Tempo   | Notas               |
| ----------- | ------------- | ------------------------------------------------------------------------------- | ------- | ------------------- |
| 15 de julho | Eliminatórias | Elija Godwin, Kennedy Simon, Vernon Norwood, Wadeline Jonathas (USA)            | 3:11.75 | Melhor marca do ano |
| 15 de julho | Final         | Lidio Andrés Feliz, Marileidy Paulino, Alexander Ogando, Fiordaliza Cofil (JAM) | 3:09.82 | Melhor marca do ano |

## Medalhistas
| Ouro                                                                                                | Prata                                                                            | Bronze                                                                         |
| República Dominicana · Lidio Andrés Feliz · Marileidy Paulino · Alexander Ogando · Fiordaliza Cofil | Países Baixos · Liemarvin Bonevacia · Lieke Klaver · Tony van Diepen · Femke Bol | Estados Unidos · Elija Godwin · Allyson Felix · Vernon Norwood · Kennedy Simon |

## Calendário
| Data        | Horário | Fase          |
| ----------- | ------- | ------------- |
| 15 de julho | 17:45   | Eliminatórias |
| 15 de julho | 19:50   | Final         |

Todos os horários estão no horário local (UTC-7)

## Resultados

### Eliminatórias
Qualificação: Os três primeiros de cada bateria (Q) e os dois melhores tempos (q) das eliminatórias.
| Pos. | Bateria | Nacionalidade        | Atletas                                                                              | Tempo   | Notas                |
| ---- | ------- | -------------------- | ------------------------------------------------------------------------------------ | ------- | -------------------- |
| 1    | 1       | Estados Unidos       | Elija Godwin, Kennedy Simon, Vernon Norwood, Wadeline Jonathas                       | 3:11.75 | Q,                   |
| 2    | 1       | Países Baixos        | Liemarvin Bonevacia, Lieke Klaver, Tony van Diepen, Eveline Saalberg                 | 3:12.63 | Q,                   |
| 3    | 2       | República Dominicana | Lidio Andrés Feliz, Fiordaliza Cofil, Alexander Ogando, Marileidy Paulino            | 3:13.22 | Q,                   |
| 4    | 1       | Polónia              | Kajetan Duszyński, Iga Baumgart-Witan, Karol Zalewski, Justyna Święty-Ersetic        | 3:13.70 | Q,                   |
| 5    | 2       | Irlanda              | Christopher O'Donnell, Sophie Becker, Jack Raftery, Rhasidat Adeleke                 | 3:13.88 | Q,                   |
| 6    | 1       | Itália               | Lorenzo Benati, Ayomide Folorunso, Brayan Lopez, Alice Mangione                      | 3:13.89 | q,                   |
| 7    | 2       | Jamaica              | Demish Gaye, Roneisha McGregor, Karayme Bartley, Tiffany James                       | 3:13.95 | Q,                   |
| 8    | 1       | Nigéria              | Samson Nathaniel, Patience Okon George, Dubem Amene, Imaobong Uko                    | 3:14.59 | q,                   |
| 9    | 1       | Grã-Bretanha         | Joseph Brier, Zoey Clark, Alex Haydock-Wilson, Laviai Nielsen                        | 3:14.75 | Recorde da temporada |
| 10   | 1       | Bélgica              | Alexander Doom, Camille Laus, Christian Iguacel, Helena Ponette                      | 3:16.01 | Recorde da temporada |
| 11   | 2       | Espanha              | Iñaki Cañal, Sara Gallego, Óscar Husillos, Eva Santidrián                            | 3:16.14 | Recorde da temporada |
| 12   | 2       | Alemanha             | Patrick Schneider, Corinna Schwab, Marvin Schlegel, Alica Schmidt                    | 3:16.80 | Recorde da temporada |
| 13   | 1       | Japão                | Yuki Joseph Nakajima, Nanako Matsumoto, Ryuki Iwasaki, Mayu Kobayashi                | 3:17.31 | Recorde da temporada |
| 14   | 2       | Brasil               | Douglas Hernandes Mendes, Tiffani Marinho, Vitor Hugo de Miranda, Tábata de Carvalho | 3:18.19 | Recorde da temporada |
| 15   | 2       | Bahamas              | Bradley Dormeus, Megan Moss, Alonzo Russell, Doneisha Anderson                       | 3:19.73 | Recorde da temporada |
| 16   | 2       | África do Sul        |                                                                                      |         | DNS                  |

### Final
A final ocorreu dia 15 de julho às 19:50.
| Pos.              | Nacionalidade        | Atletas                                                                      | Tempo   | Notas                |
| ----------------- | -------------------- | ---------------------------------------------------------------------------- | ------- | -------------------- |
| Medalha de ouro   | República Dominicana | Lidio Andrés Feliz, Marileidy Paulino, Alexander Ogando, Fiordaliza Cofil    | 3:09.82 | ,                    |
| Medalha de prata  | Países Baixos        | Liemarvin Bonevacia, Lieke Klaver, Tony van Diepen, Femke Bol                | 3:09.90 | Recorde nacional     |
| Medalha de bronze | Estados Unidos       | Elija Godwin, Allyson Felix, Vernon Norwood, Kennedy Simon                   | 3:10.16 | Recorde da temporada |
| 4                 | Polónia              | Karol Zalewski, Justyna Święty-Ersetic, Kajetan Duszyński, Natalia Kaczmarek | 3:12.31 | Recorde da temporada |
| 5                 | Jamaica              | Demish Gaye, Tiffany James, Karayme Bartley, Stacey Ann Williams             | 3:12.71 | Recorde da temporada |
| 6                 | Nigéria              | Samson Nathaniel, Imaobong Uko, Dubem Amene, Patience Okon George            | 3:16.21 |                      |
| 7                 | Itália               | Lorenzo Benati, Ayomide Folorunso, Brayan Lopez, Alice Mangione              | 3:16.45 |                      |
| 8                 | Irlanda              | Christopher O'Donnell, Sophie Becker, Jack Raftery, Sharlene Mawdsley        | 3:16.86 |                      |

Legenda
| Recorde mundial       | Recorde mundial (World record)               |                       | Recorde africano                      | Recorde africano (African) |                                           | Q | Classificado por posição (Qualified) |
| Recorde do campeonato | Recorde do campeonato (Championship record)  | Recorde da América    | Recorde da América (Americas)         | q                          | Classificado por melhor tempo (Qualified) |   |                                      |
| Melhor marca do ano   | Melhor marca do ano (World leading)          | Recorde asiático      | Recorde asiático (Asian)              | DNS                        | Não largou (Did not start)                |   |                                      |
| Recorde nacional      | Recorde nacional (National record)           | Recorde europeu       | Recorde europeu (European)            | DNF                        | Não terminou (Did not finish)             |   |                                      |
| Recorde pessoal       | Recorde pessoal do atleta (Personal best)    | Recorde da Oceania    | Recorde da Oceania (Oceania)          | DSQ / DQ                   | Desclassificado (Disqualified)            |   |                                      |
| Recorde da temporada  | Recorde da temporada do atleta (Season best) | Recorde sul-americano | Recorde sul-americano (South America) | NM                         | Sem marca (No mark)                       |   |                                      |